# Válka na Západní Sahaře
Válka na Západní Sahaře (arabsky حرب الصحراء الغربية‎, francouzsky Guerre du Sahara occidental, španělsky Guerra del Sahara Occidental) byl mezi lety 1975 až 1991 ozbrojený konflikt mezi saharskou domorodou frontou Polisario a Marokem (od roku 1975 až 1979 také Mauritánií). Šlo o nejvýznamnější fází konfliktu na Západní Sahaře. Boj propukl po odchodu Španělska ze Španělské Sahary v souladu s Madridskými dohodami (podepsanými pod tlakem Zeleného pochodu), kterými předalo Maroku a Mauretánii administrativní kontrolu nad územím, nikoli však suverenitu. Na konci roku 1975 marocká vláda zorganizovala Zelený pochod, kdy asi 350 000 marockých občanů, doprovázených asi 20 000 vojáky, vstoupilo na území Západní Sahary a snažili se vytvořit marockou přítomnost. Zatímco zpočátku se Maroko setkalo jen s malým odporem fronty Polisario, později nastalo dlouhé období partyzánské války se saharskými nacionalisty. Na konci sedmdesátých let se Fronta Polisario, toužíc založit nezávislý stát, pokoušela bojovat proti Mauritánii a Maroku. V roce 1979 se Mauritánie stáhla z konfliktu poté, co s frontou Polisario podepsala mírovou smlouvu. Válka pokračovala v nízké intenzitě po celá osmdesátá léta, i když se Maroko v letech 1989–1991 několikrát pokusilo o převahu. Mezi Frontou Polisario a Marokem bylo nakonec v září 1991 dosaženo dohody o příměří. Některé zdroje uvádějí konečný počet obětí mezi 10 000 a 20 000 lidmi.
Konflikt se od té doby přesunul z vojenského na civilní odpor. Mírový proces usilující o vyřešení konfliktu dosud nepřinesl žádné trvalé řešení situace saharských uprchlíků a územní dohodu mezi Marokem a Saharskou republikou. Dnes je většina území Západní Sahary pod marockou okupací, zatímco vnitrozemské části jsou spravovány Saharskou arabskou demokratickou republikou, kterou spravuje Fronta Polisario.